# Тангуис, Фермин
Фермин Тангуис (исп. Fermín Tangüis; 29 марта 1851, Сан-Хуан, Пуэрто-Рико — 24 августа 1930, Лима, Перу) — пуэрто-риканский предприниматель, учёный агроном, один из основателей хлопковой отрасли Перу, кавалер ордена «Солнца Перу» (Orden del Sol).

## Ранние годы
Отец Тангуиса, Анри Тангуис, эмигрировал из Франции в Сан-Хуан, где познакомился и женился на молодой пуэрториканке испанского происхождения Хусте Ункаль. Тангуис родился в Сан-Хуане, столице Пуэрто-Рико, и там же получил начальное и среднее образование. Затем Тангуис переехал на Кубу, чтобы поступить в университет, но когда на острове началась Десятилетняя война (1868—1878), он решил, что лучше всего будет переехать в Южную Америку.
Он переехал в Лиму, столицу Перу, в 1873 году, когда ему было 22 года, и начал работать бухгалтером в торговой сфере. Затем Тангуис перешел работать на шахту Кастровиррейна (исп. Castrovirreyna), а затем основал собственные предприятия в Аякучо и Уанкавелика (исп. Huancavelica). В июле 1884 года он женился на Исабель Новоа, а в 1890 году, в возрасте 39 лет, приобрел землю в Валье-де-Писко (исп. Valle de Pisco) и основал плантацию, занимавшуюся выращиванием хлопка.

## Хлопок и его значение для экономики Перу
Сахар и хлопок были одними из важнейших сельскохозяйственных продуктов производимых на экспорт в Перу в XIX веке. В 1901 году хлопковая промышленность Перу серьезно пострадала от грибковой чумы, вызванной болезнью растений, известной в одних местах как «хлопковое увядание» (англ. cotton wilt), а в других — как «фузариозное увядание» (англ. Fusarium wilt). Болезнь, распространившаяся по всей стране, проникала в растение через корни и продвигалась вверх по стеблю, пока растение полностью не засыхало. Многие фермеры, посвятившие себя выращиванию хлопка, были разорены, а хлопковая промышленность оказалась в остром кризисе.

## Хлопок и Тангуис
Тангуис начал изучать отдельные виды хлопка, которые были поражены болезнью в меньшей степени, и проводил эксперименты по проращиванию семян. В 1911 году, после 10 лет экспериментов и неудач, Тангуис смог вывести семена, которые дали хлопок, устойчивый к болезни. Из семян вырастало растение, которое имело на 40 % более длинное (от 29 до 33 мм) и толстое волокно, которое не так легко ломалось и требовало мало воды.
Он поделился новыми семенами с другими производителями хлопка, которые назвали растение, полученное из семян, хлопком Тангуиса. Хлопок Тангуиса растет в долине Канете (к югу от Лимы) и на Центральном побережье Перу. Успех хлопка Тангуис, который также известен в Перу как «Белое золото» (исп. Oro Blanco), спас хлопковую промышленность страны.
В 1997 году хлопок сорта Тангуис, которому отдают предпочтение перуанские текстильщики, составлял 75 % всего перуанского производства хлопка, как для внутреннего потребления, так и для экспорта. В том году урожай хлопка Тангуис оценивался в 225 000 тюков.

## Поздние годы
Президент Перу Аугусто Б. Легия удостоил Фермина Тангуиса орденом «Солнце Перу». Это награда, которую правительство Перу вручает своим гражданам и иностранцам за исключительные достижения в гражданской и военной деятельности.
Тангуис стал богатым человеком и до конца жизни продолжал работать на своей плантации. Фермин Тангуис умер 24 августа 1930 года и похоронен на кладбище Пресбитеро Маэстро (исп. Presbítero Maestro) в Лиме.